# Маяк Маршалл-Пойнт
Маяк Маршалл-Пойнт (англ. Marshall Point Light) — маяк, расположенный в городе Порт-Клайд, округ Нокс, штат Мэн, США. Построен в 1832 году. Автоматизирован в 1971 году.

## Название
Маяк расположен на скалистом мысе Маршалл-Пойнт на конце полуострова Святого Георгия, отделяющего залив Пенобскот от залива Масконгус. Сам мыс назван в честь местного жителя, у которого выкупили землю для строительства маяка.

## История
Маяк на мысе Маршалл-Пойнт был необходим для обеспечения навигации до города Порт-Клайд. Первоначальный маяк был построен в 1832 году, и представлял собой цилиндрическую каменную башню высотой 6 метров, от которой крытый мост вел к жилищу смотрителя, также сделанному из камня. Стоимость сооружения составила 2973,17$. Но уже в 1842 году четвертый смотритель, назначенный на маяк в 1841 году, описывал его состояние, как «неудовлетворительное». В 1857 году было выделено 5000$ на улучшение маяка. Новая башня маяка была выше прежней (9 метров) и была построена из гранита в нижней части, и из камня верхней. На вершине башни располагалась линза Френеля. Мост до башни также был обновлен. В 1895 году молния уничтожила первоначальный дом хранителя, и вместо него был построен новый в стиле колониального Возрождения. Комплекс зданий также включал в себя небольшую котельную и противотуманную колокольню. Маяк был автоматизирован Береговой охраной США в 1971 году.
Оригинальные линзы Френеля, использовавшиеся в маяке, хранятся в Музее маяков штата Мэн в Рокленде.
В 1988 году он был включен в Национальный реестр исторических мест.

## В произведениях культуры и искусства
Маяк показан в фильме 1994 года Форрест Гамп.

## Фотографии

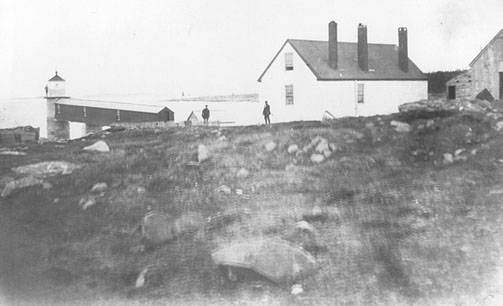
Фотография оригинального дома смотрителя